# Grabkowo
Grabkowo – wieś w Polsce położona w województwie kujawsko-pomorskim, w powiecie włocławskim, w gminie Kowal.
Wieś duchowna, własność biskupów włocławskich, położona było w 1785 roku w powiecie kowalskim województwa brzeskokujawskiego. W latach 1954–1959 wieś należała i była siedzibą władz gromady Grabkowo, po jej zniesieniu w gromadzie Kowal. W latach 1975–1998 miejscowość administracyjnie należała do województwa włocławskiego. Według Narodowego Spisu Powszechnego (III 2011 r.) liczyła 326 mieszkańców. Jest czwartą co do wielkości miejscowością w gminie Kowal.

## Części wsi
| SIMC    | Nazwa            | Rodzaj    |
| ------- | ---------------- | --------- |
| 1034219 | Czajkowizna      | część wsi |
| 1034389 | Kolonia Druga    | część wsi |
| 1034395 | Kolonia Pierwsza | część wsi |
| 1034403 | Kolonia Trzecia  | część wsi |
| 1034478 | Księża Kępka     | część wsi |
| 1034509 | Ku Kępce         | część wsi |

## Zabytki
Według rejestru zabytków NID na listę zabytków wpisany jest kościół parafialny pw. św. Marii Magdaleny z 1889 r., nr rej.: A/424 z 8.03.1988.